# Roger Louet
Pour les articles homonymes, voir Louet.
Roger Louet est un syndicaliste français né le 11 mars 1926 à Paris et mort le 27 novembre 2004 à Brive-la-Gaillarde.

## Biographie
Né en 1926 à Paris, Roger Louet devient opérateur radio, avec un certificat d'études primaires en poche, à la Compagnie Radio France, après un premier parcours dans la marine en Extrême-Orient,,.
Il se syndique à Force ouvrière en 1948. Il est élu membre du Bureau confédéral en 1959, où il est chargé du secteur économique et social.
Il entre au Conseil économique et social en 1964. Il en est le rapporteur pour avis sur une réforme du droit de licenciement auprès de l'Assemblée nationale, en 1973.
En mai 1968, il fait partie de la délégation de Force ouvrière aux accords de Grenelle,.
Le 12 juin 1969, il est élu membre adjoint du Conseil d’administration du Bureau international du travail (BIT). Il le reste jusqu'en 1973, date à laquelle il devient directeur général au Comité économique et social européen,. Il en est par la suite le secrétaire général, et ce jusqu'en 1987,. Il en devient ensuite secrétaire général honoraire. Il meurt en 2004, à 78 ans, d'une longue maladie.

## Distinction
En 2003, Roger Louet est promu commandeur dans l’Ordre national de la Légion d’honneur.

## Publication
- Au-delà de la crise. Un nouveau plein emploi, in  France Forum, sept.-oct. 1975, n° 141-142, p. 29 à 54.